# Alsophis sajdaki
Espèce
Synonymes
- Alsophis antiguae sajdaki Henderson, 1990

Alsophis sajdaki est une espèce de serpents de la famille des Dipsadidae.

## Répartition
Cette espèce est endémique de Great Bird Island à Antigua-et-Barbuda.

## Étymologie
Cette espèce est nommée en l'honneur de Richard A. Sajdak.

## Publication originale
- Henderson, 1990 : A new subspecies of Alsophis antiguae (Parker) from Great Bird Island (Antigua), Lesser Antilles. Caribbean Journal of Science, vol. 25, no 3/4, p. 119-122 (texte intégral).